# Bartók Béla út 130.
A Bartók Béla út 128–130. (korábban Horthy Miklós út 128–130.) alatt 1930–1932 között épült négyemeletes hangosfilmszínház és bérház épületet Margalit Andor és Ödön tervezte és kivitelezte, az architektonikus kiképzés Szirmai József építész munkája volt, tulajdonosa Margalit Andor és neje voltak.
Az épület akkor még külterületre épült.
A benne létesült 350 főt befogadni képes hangosfilmszínház Gyárfás Gyula, az Országos Magyar Mozgóképipari Egyesület elnökének igazgatása alatt, 1932-ben nyílt meg. Tervezését, kivitelét és technikai felszerelését Székely Sándor gépészmérnök-szerkesztő vezette. A gépházat Telefongyári hangleadókészülékkel szerelte fel. Az egyenirányító berendezés Kemény István, a Philips magyarországi vezérképviselőjének munkája volt. A gépház elektromos szerelési munkáit a Meitner Mór cég készítette. A csillárokat és világítási effektusokat Seiler Jenő villamossági és műszaki vállalata, az egyéb gépi berendezéseket pedig Schilling Gyula műszerész szállította, akusztikai burkolása Székely Sándor tervei szerint készült. 
Gyárfás Gyula azonban 1934-ben szintén a Horthy Miklós úton nagyszabású építkezésbe kezdett és az épület aljában megnyitotta korábbi mozija, a Simplon újratervezett mását, nagyobb nézőterén, 630 ülőhellyel – ez később, 1947-től Szabadság, 1961–2001 között pedig Bartók mozi néven üzemelt. 1935-ben a Horthy Miklós út 148. alatti filmszínházat már mint Hunnia mozi hirdették. 1945 decemberétől címe Bartók Béla út 130-ra, majd később az intézmény neve is Haladásra változott. 1988-ban a XI. kerületi tanács felajánlotta a mozi helységét a Hököm Színpadnak, ami december 12-én nyitott meg és felvette a Karinthy Színház nevet.
Az épületben – az 1960-as években az ÁPISZ fióküzleteként – papír-írószer bolt is működött, ami a 2000-es években a színház része lett és annak előtereként funkcionál, ahogy néhány lakásból is iroda, stúdiószíntér lett.
Fabritius Henrikné (született báró Syntinis Ilona) az államosításig vezette gyógyszertárát, ami 1939-ben már Szeretet néven működött. 1970-ben a helyiséget átalakították, így területe nagyobb lett. Az épület másik végében, a Bartók Béla út és a Halmi utca kereszteződésénél vendéglátóipari egység található (korábban Haladás Eszpresszó, majd Cafe Rio néven).